# Дэгэх-Бур
Дэ́гэх-Бур (амх. ደገሃቡር, сомал. Dhagaxbuur) или Да́габур — город на востоке Эфиопии, в регионе Сомали. Входит в состав одноимённой зоны.

## Географическое положение
Город находится в южной части региона, на плато Огаден, на берегу сезанной реки Джэрэр, на высоте 1022 метров над уровнем моря.
Дэгэх-Бур расположен на расстоянии приблизительно 150 километров к юго-востоку от Джиджиги, административного центра региона, и на расстоянии приблизительно 520 километров к востоку-юго-востоку (ESE) от Аддис-Абебы, столицы страны.

## Население
По данным Центрального статистического агентства Эфиопии на 2007 год численность населения города составляла 30 027 человек, из которых мужчины составляли 54,86 %, женщины — соответственно 45,14 %.
Согласно данным переписи 1997 года численность населения Дэгэх-Бура составляла 28 708 человек, из которых мужчины составляли 52,17 %, женщины — 47,83 %. В национальном составе населения города того периода 95,92 % составляли сомалийцы; 2,53 % — амхара; 1,55 % — представители иных этнических групп.